# Jüdischer Friedhof (Oberbronn)

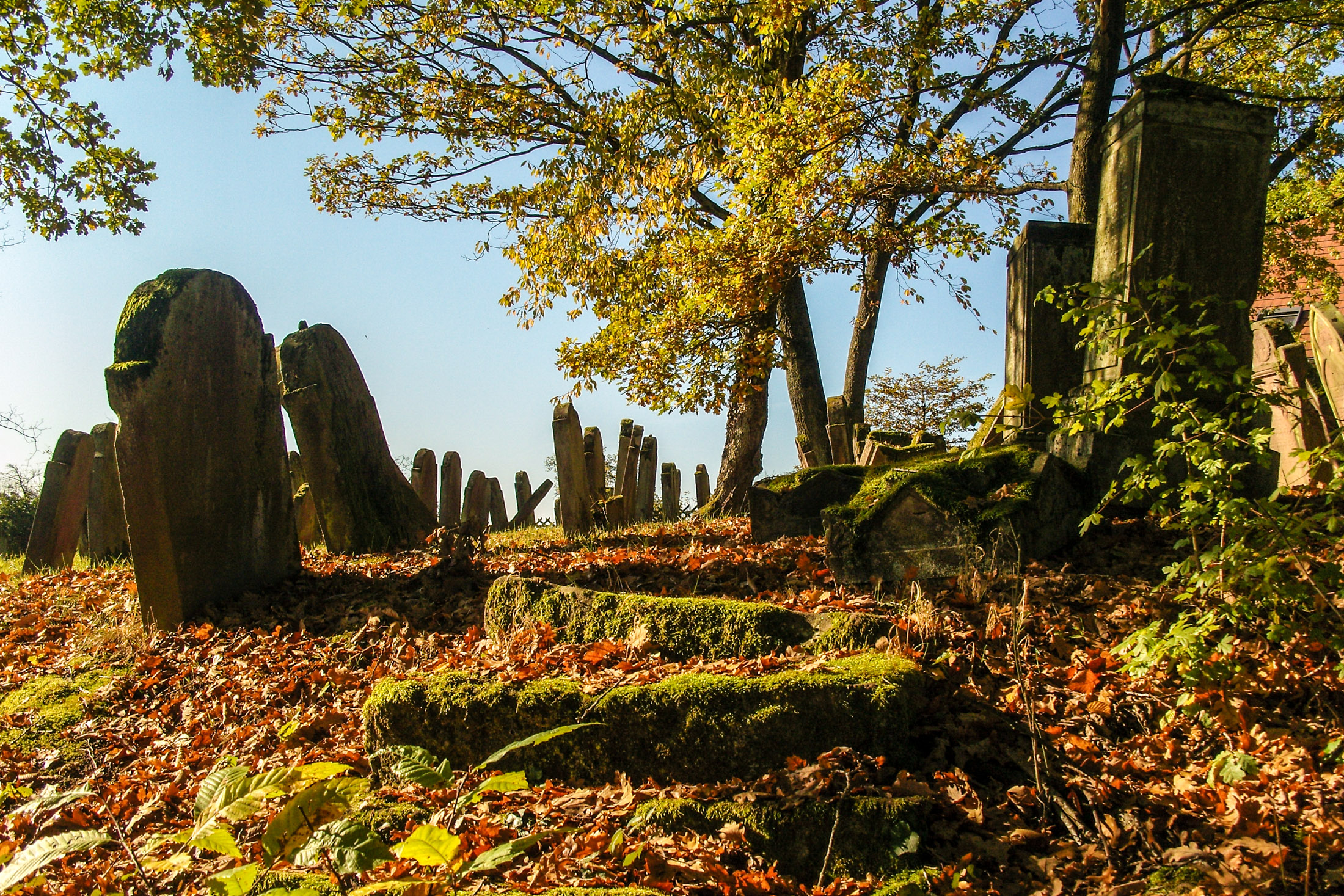
Jüdischer Friedhof in Oberbronn

Der Jüdische Friedhof in Oberbronn, einer französischen Gemeinde im Département Bas-Rhin der Region Grand Est, wurde im 17. Jahrhundert angelegt. Der jüdische Friedhof liegt an der Rue des Fontaines, der Straße nach Zinswiller, etwa 200 Meter nach dem Ortsausgang von Oberbronn.